# Representación volumétrica
Un dispositivo volumétrico es un dispositivo gráfico que forma una representación visual de un objeto en tres dimensiones físicas, a distinción de la imagen de un objeto plano de pantallas tradicionales que simulan profundidad a través de un número de efectos visuales diferentes. Una definición ofrecida por pioneros en el campo es que los despliegues volumétricos crean movimiento 3-D por la emisión, dispersándose, o transmitiendo la iluminación de regiones bien definidas en  el espacio (x, y, z).
Los despliegues volumétricos producen movimiento tridimensional que llena volumen: Cada elemento de volumen o voxel en una escena del 3D emite luz visible de la región en la cual aparece. Dado su habilidad para proyectar movimiento autoestereoscópico (LINK – ana herraiz); que llena volumen, estos despliegues están siendo adoptados en campos tan diversos como la  medicina, el diseño asistido por computadora mecánica, y la visualización militar.
Es decir, el objetivo es crear movimientos 3-D visible para el ojo sin ayuda.

## Historia
Aunque su desarrollo comenzó ya en 1912, mediante trabajos de ciencia ficción, los despliegues volumétricos están todavía bajo desarrollo, y les falta alcanzar a la población general. Con una colección variada de sistemas propuestos y en el uso en cantidades pequeñas – en su mayor parte en academia y diversos laboratorios de investigación – los despliegues volumétricos permanecen asequibles sólo para las corporaciones y las fuerzas armadas.
Es complicado definir la variedad de despliegues volumétricos, un asunto que se complicó por las muchas permutaciones de sus características. Por ejemplo, la iluminación dentro de un despliegue volumétrico puede alcanzar el ojo directamente o por una superficie intermedia; Asimismo, la superficie, que no necesita ser tangible, puede experimentar movimiento como la rotación.
Corporación Microsoft recientemente archivó una patente que usa una combinación de emisión y la tecnología de iluminación para simular avivó volúmenes tridimensionales con un rango casi infinito de mirar ángulos. Aunque su tasa del marco requiere que la primera encarnación será monocromático, difiere de otros proyectores volumétricos porque es seguro interactuar directamente con o dentro del volumen proyectado.

## Propiedades
- Características de la representación tridimensional y de las formas volumétricas.
- La construcción como representación tridimensional. Selección y combinación de distintas formas volumétricas para el logro de la imagen.
- Relaciones de continuidad entre los distintos planos de la imagen: frontal, lateral, posterior, superior.
- Relaciones de tamaño de las formas entre sí.
- Relación forma/espacio: formas abiertas y cerradas, huecas, sólidas.
- Distribución del peso para el equilibrio de la imagen.
- Selección, transformación y organización de los materiales según el proyecto  de trabajo.

## Tipos
Los despliegues volumétricos 3-D encarnan simplemente a una familia de despliegues 3-D en general. Algunos tipos de despliegues 3-D son: El estereograma /estereoscopios (– LINK raquel marín ), los despliegues secuenciales, los despliegues holográficos electro,el paralaje.

### La superficie barrida
Los despliegues volumétricos Swept-surface 3-D o "el volumen barrido" de la superficie barrida confían en la persistencia humana de la vista para fusionar una la serie de regiones en un tiempo concreto.
Los LEDs  que se mueven rápido crean un objeto e 360 grados, por ejemplo, la escena 3-D es descompuesta por el ordenador en una serie de "rebanadas," las cuales pueden ser rectangulares, moldeadas en disco, o helicoidal con secciones cruzadas, después son proyectadas en una superficie de despliegue experimentando movimiento. La imagen en la superficie del 2D (creados por la proyección encima de la superficie- la superficie de despliegue puede ser reflectora, transmisible, o una combinación de ambos-), cambia según la superficie gira. Debido a la persistencia de la vista de los humanos, éstos perciben un volumen de luz. 

### El volumen estático
Los despliegues volumétricos 3-D crean movimiento sin cualquier traslado macroscópico por parte del volumen de la imagen. 

### Ejemplo
- Un láser pulsado crea puntos de plasma encendido en aire
- Usa un láser infrarrojo pulsado enfocado (acerca de 100 pulsos por segundo; cada uno durando un nanosegundo).
- Así se  crean pelotas de plasma encendidos en el punto focal en el aire. El punto focal es direccionado por dos espejos en movimiento y una lente  corrediza. Cada pulso crea un sonido de traqueo, así es que el dispositivo cruje como corre. Actualmente puede generar puntos dondequiera dentro de un metro cúbico. El dispositivo podría ser aumentado a escala a cualquier tamaño.

## Desventajas
A pesar de su utilidad obvia en casi cada campo, las tecnologías volumétricas de despliegue padecen de algunas peculiaridades que los librarán de producir imágenes completamente  realistas.

## Uso específico

### En medicina
Debido a los avances tanto en hardware como software que se han producido en los últimos años, se ha producido un cambio en la concepción de lo que el TAC significaba. Ya no se trata de la presentación de imágenes axiales bidimensionales; hoy en día, se pueden presentar estudios en los diferentes planos del espacio en 2D (multiplanares - MPR), pero además podemos generar objetos en 3 dimensiones ofreciendo nuevas posibilidades diagnósticas, permitiendo la observación de estructuras desde infinidad de ángulos.